# Tempel van Bel
De tempel van Bel was de grootste tempel in de oude ruïnestad Palmyra, Syrië. Hij dateerde uit de 1e eeuw en was aanvankelijk gewijd aan de Mesopomatische god Bel, die in de Oudheid in Palmyra werd vereerd samen met Aglibol en Yarhibol.
De tempel van Bel stond op de Werelderfgoedlijst van UNESCO en gold als een van de best bewaarde historische bouwwerken in Syrië, totdat Islamitische Staat, dat enkele maanden daarvoor het gebied had ingenomen, het historische bouwwerk op 30 augustus 2015 met explosieven vernietigde. Satellietbeelden wezen uit dat het hoofdgebouw geheel is verdwenen en er thans enkel nog een gedeelte van de buitenmuur resteert, samen met wat zuilen.

## Geschiedenis
De tempel van Bel werd gebouwd op een kunstmatige verhoging (tell) die uit het 2e millennium v.Chr. dateerde en waar eerder al een andere tempel had gestaan. Hij was ontworpen door een Griekse architect en ook de bouwers waren drie Grieken. Hun namen stonden vermeld op inscripties. De bouw moet in 17 of 19 van de christelijke jaartelling zijn begonnen. In het jaar 32 werd de tempel ingewijd. Later werd hij nog verder uitgebouwd. In de 1e en in de eerste helft van de 2e eeuw werden er nog een temenos en propyleeën toegevoegd.
Door de eeuwen heen is de tempel van Bel meerdere malen van eigenaars verwisseld en van functie veranderd, waarbij de functie van heiligdom nog wel lange tijd bleef. Nadat er eerst een eind was gekomen aan het Palmyreense Rijk (273) kreeg de tempel (samen met de tempel van Baal-Shamin) ten tijde van het Byzantijnse Rijk een nieuwe bestemming als christelijke kerk. In 1132, toen het gebied inmiddels in Arabische handen was, werd de tempel verbouwd en omgevormd tot moskee.
Vanwege al deze veelzijdigheid werd de tempel gaandeweg een belangrijk symbool voor de vereniging van verschillende culturen, enerzijds die van het Oude Nabije Oosten en anderzijds de Grieks-Romeinse wereld.
Na de herontdekking en restauratie van de archeologische site werd de tempel van Bel in de loop van de 20e eeuw, samen met de rest van Palmyra, gedurende enige tijd een belangrijke toeristische trekpleister. In 2011 kwam hier een eind aan, toen de Syrische Burgeroorlog uitbrak.

## Architectuur
Het gebied waarbinnen de tempel lag was ruim 200 meter lang en werd begrensd door een 11 meter hoge buitenmuur. De architectuur was een typische mix van elementen uit de oosterse en de Grieks-Romeinse wereld (Korinthisch). In het midden bevond zich het eigenlijke tempelgebouw met aan de ingang de portico's. In de tempel bevonden zich allerlei reliëfs, waaronder een in het noordelijke vertrek waarop de zeven planeten in de astrologie waren uitgebeeld. De cella was uniek omdat deze twee sanctuaria bevatte, een noordelijke en een zuidelijke adyton.

## Vernietiging door IS
In mei 2015 werden Palmyra en omgeving ingenomen door IS. Uit vrijgegeven beelden van UNOSAT bleek op 1 september dat de tempel van Bel twee dagen daarvoor door de terreurbeweging was vernietigd. IS had naar verluidt 30 ton aan explosieven in het bouwwerk geplaatst (inwoners van Tadmoer hadden die dag een luide explosie gehoord). De satellietbeelden weerlegden een bericht van lokale functionarissen dat de tempel van Bel ondanks de explosie geheel of grotendeels onbeschadigd was gebleven. Een week eerder was al bekend geworden dat IS de kleinere tempel van Baal-Shamin had opgeblazen.

## Afbeeldingen

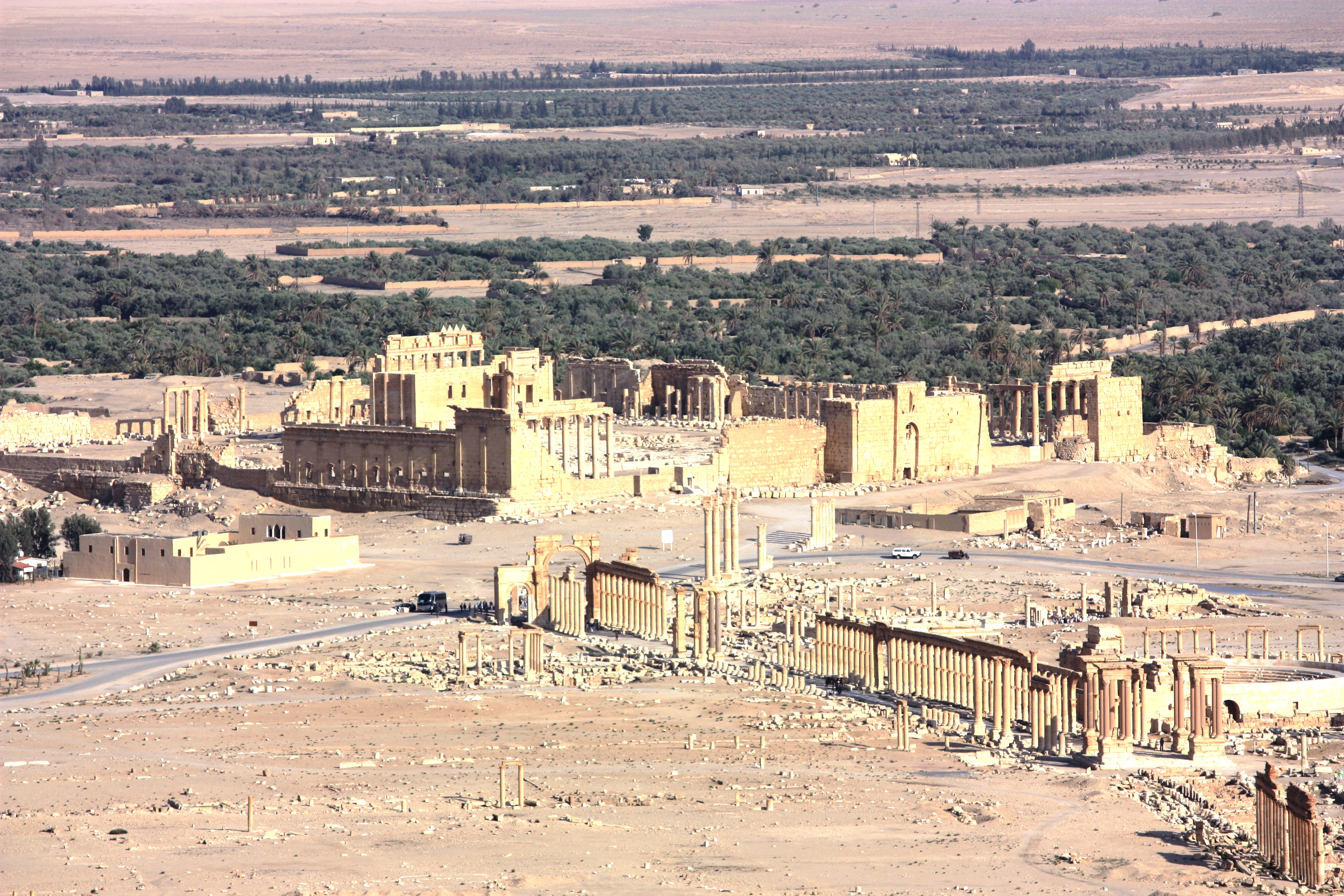
Tempel en buitenmuur (2009)
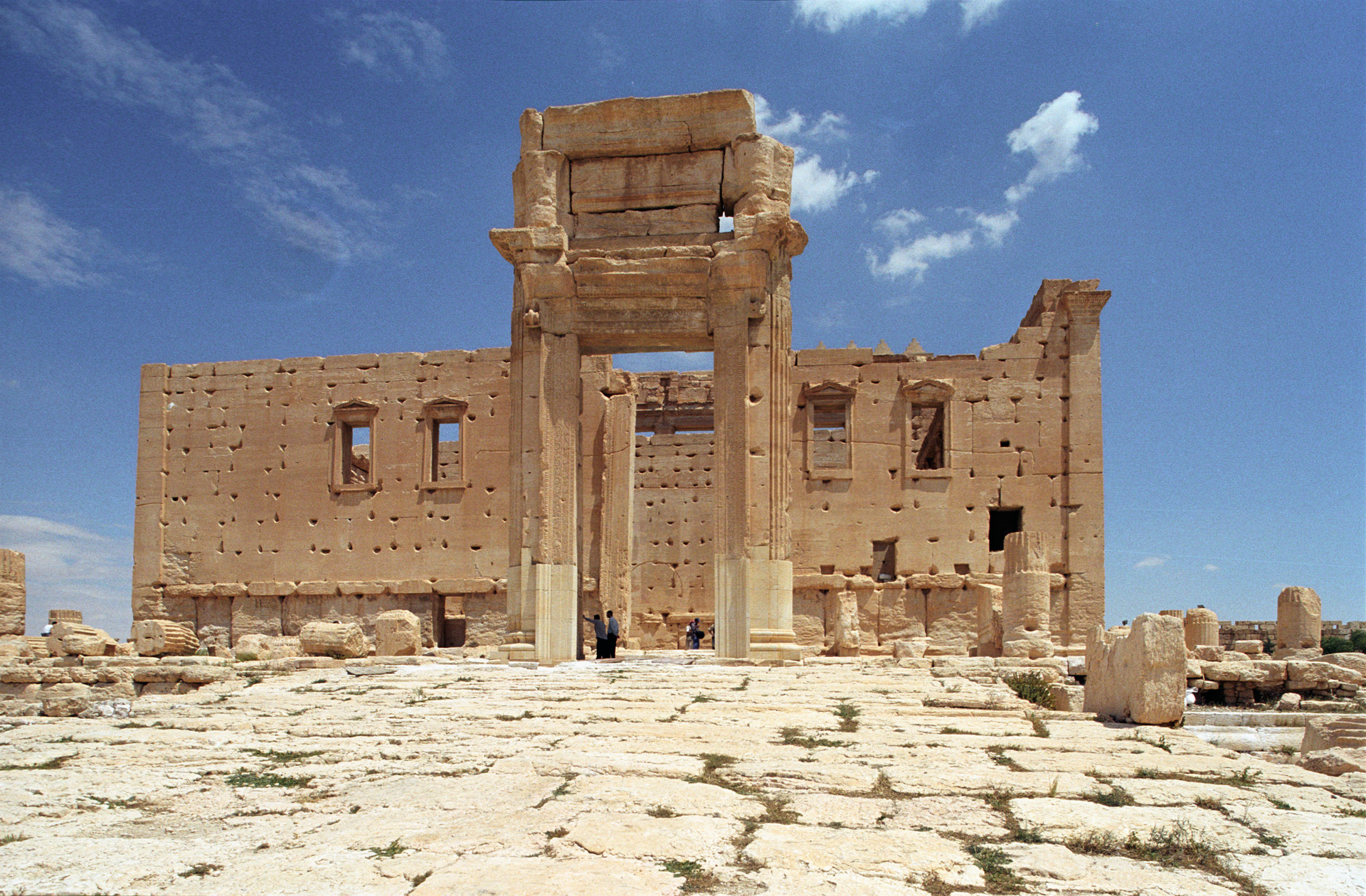
Hoofdingang van de tempel
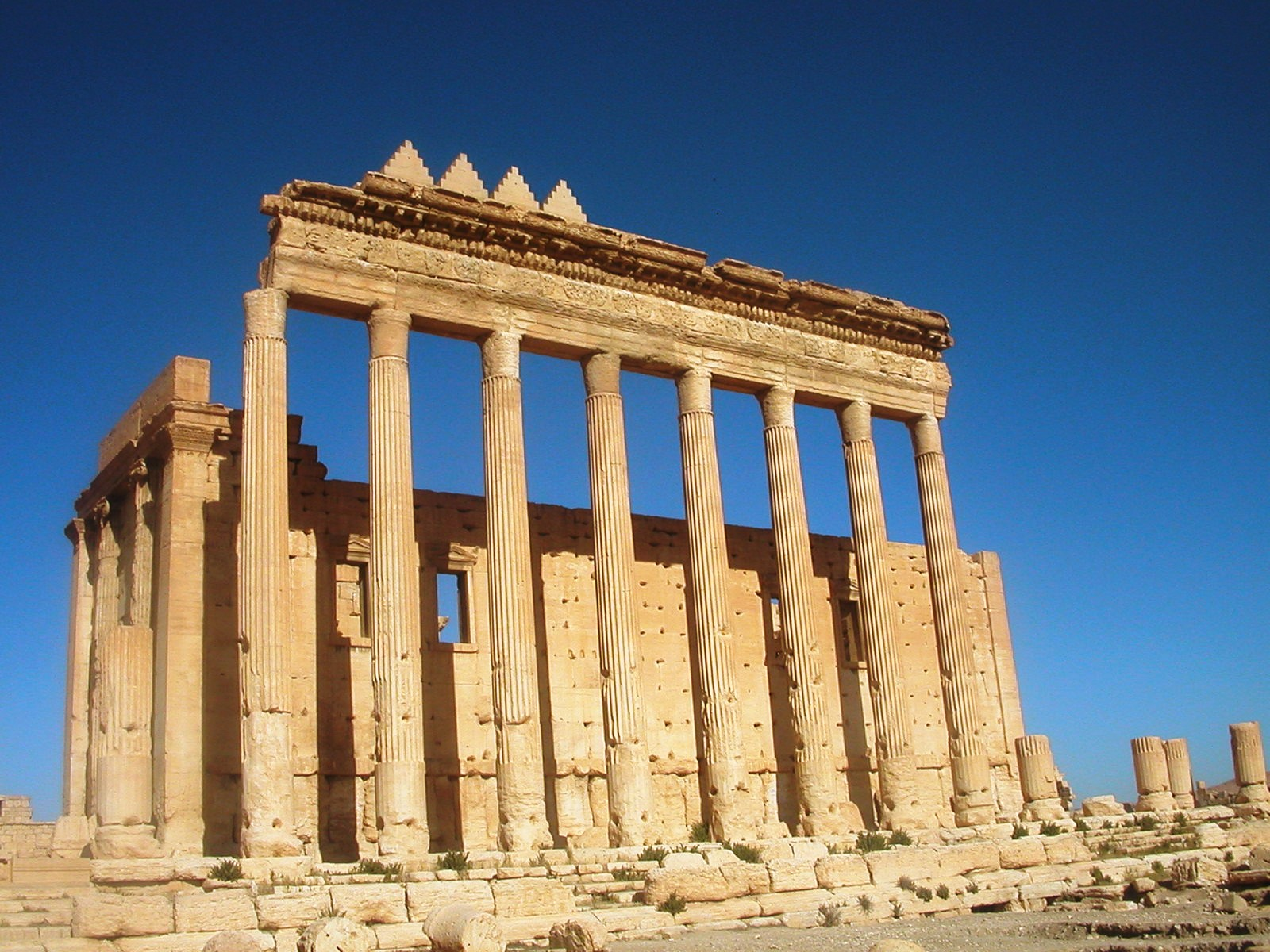
Zuilenrij aan de achterkant
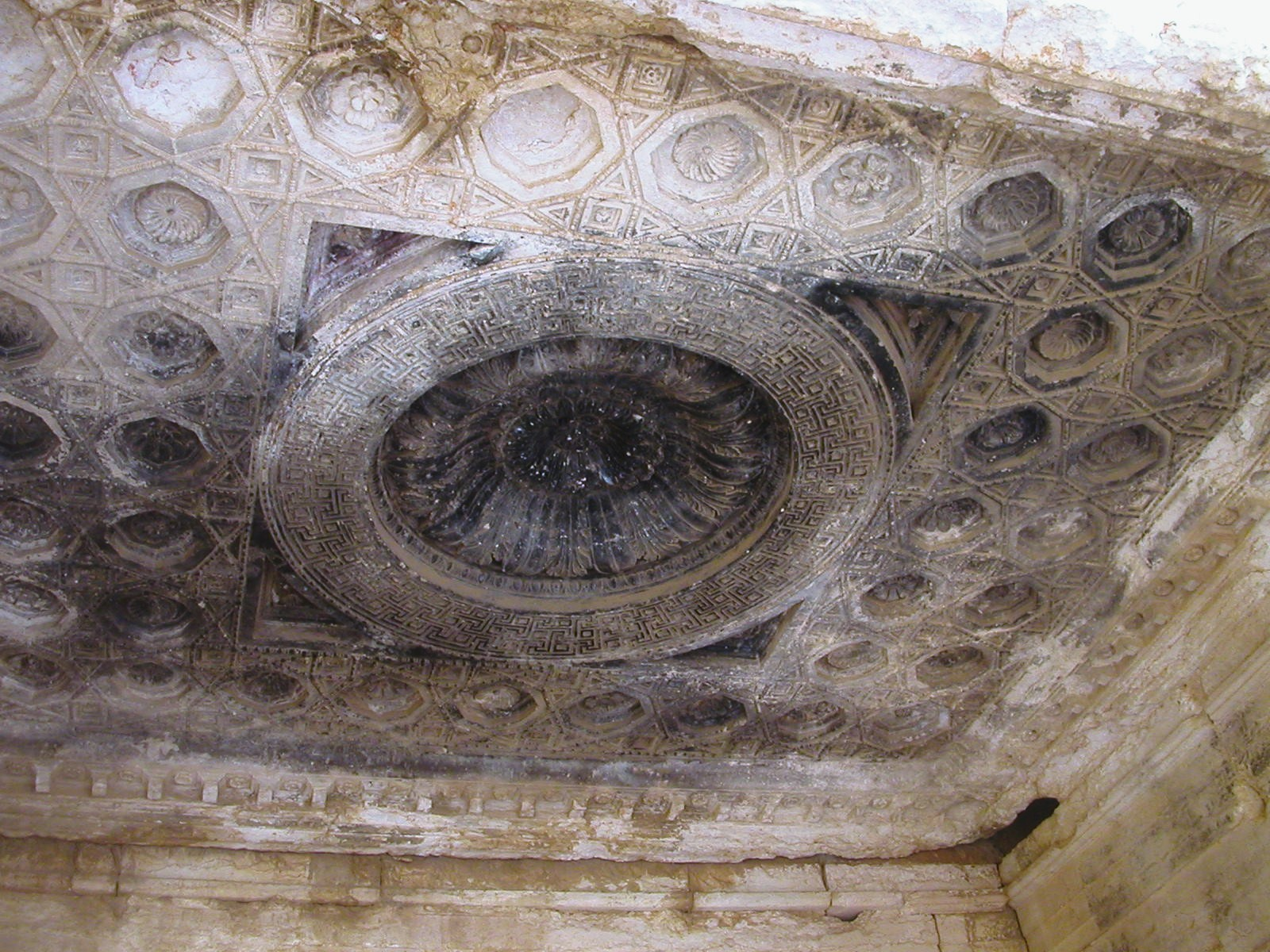
Monolietplafond van de cella
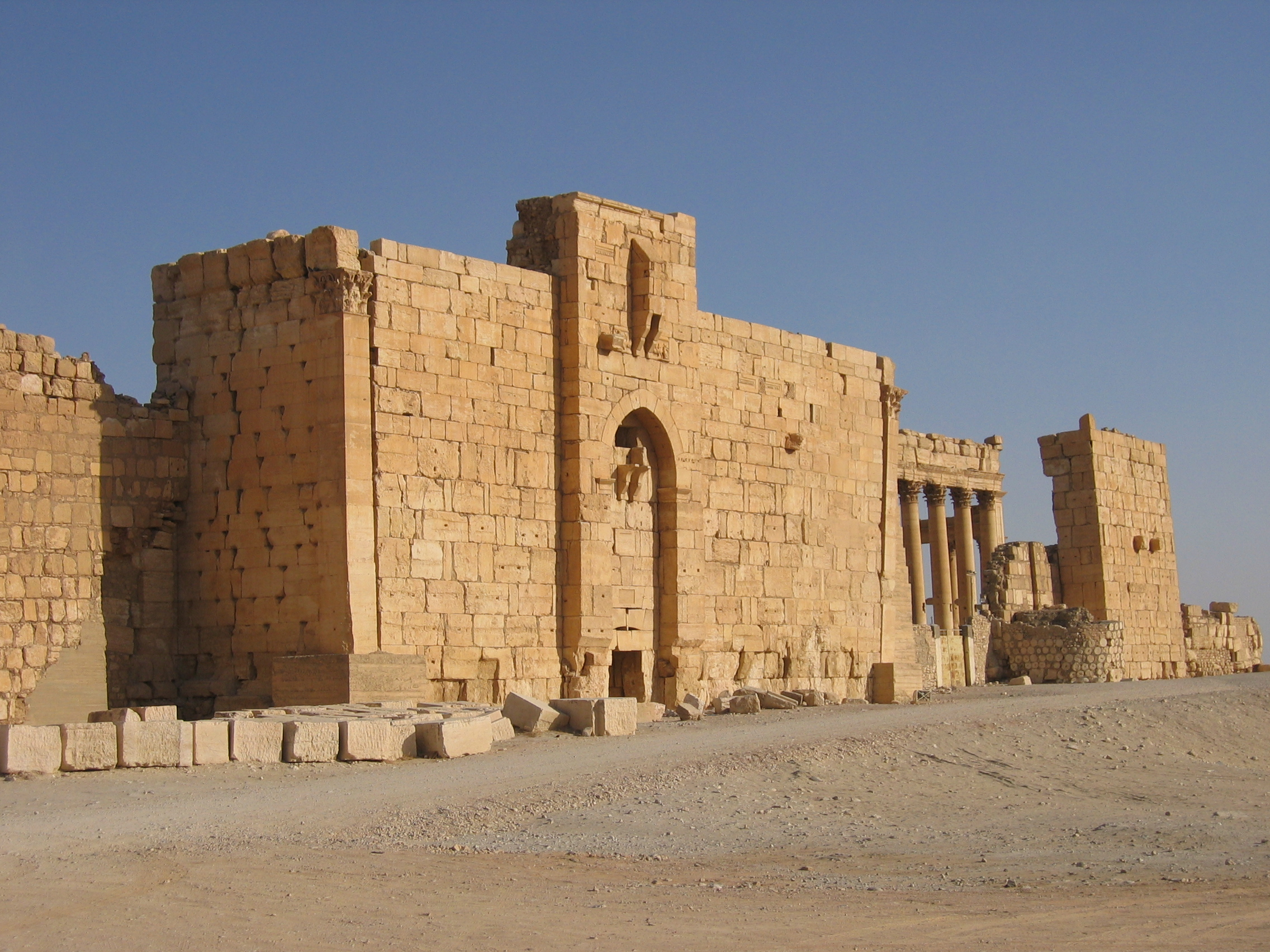
Deel van de buitenmuur